# Aristeu, o Velho
Aristeu, o Velho (ativo de 370 a.C.-300 a.C.) foi um matemático grego que trabalhou em seções cônicas. 

## Vida
Pouco se sabe de sua vida. O matemático Pappus de Alexandria refere-se a ele como Aristeu, o Velho. Pappus deu grande crédito a Aristaeus por um trabalho intitulado Five Books about Solid Loci, que foi usado por Pappus, mas foi perdido. Ele também pode ter sido o autor do livro Concerning the Comparison of Five Regular Solids. Este livro também se perdeu; é conhecida por uma referência do matemático grego Hypsicles.
Heath 1921 observa: "Hypsicles (que viveu em Alexandria) diz também que Aristeu, em uma obra intitulada Comparação das cinco figuras, provou que o mesmo círculo circunscreve tanto o pentágono do dodecaedro quanto o triângulo do icosaedro inscrito na mesma esfera; se este Aristeu é o mesmo que o Aristeu dos Loci Sólidos, o mais velho contemporâneo de Euclides, não sabemos".

## Leitura aprofundada
- Vogel, Kurt (1970). «Aristaeus». Dictionary of Scientific Biography. 1. New York: Charles Scribner's Sons. pp. 245–246. ISBN 0684101149